# Thomas Rundqvist
Thomas Rundqvist (* 4. května 1960 Vimmerby, Švédsko) je bývalý profesionální lední hokejista a v současnosti pracuje jako generální manažer klubu Färjestads BK. Jako hráč švédského reprezentačního týmu vybojoval dvě bronzové olympijské medaile, v roce 1984 v Sarajevu a v roce 1988 v Calgary. V roce 1992 v Albertville skončil na 5. místě. Je dvojnásobným světovým šampionem (1987, 1991) a třikrát získal na mistrovství světa stříbro (1986, 1990, 1993).
Rundqvist zahájil svoji seniorskou kariéru v roce 1978 ve švédském klubu Färjestads BK. Za tento klub hrál až do roku 1984, kdy odešel do klubu Montreal Canadiens americké NHL. Zde však odehrál pouhé dva zápasy v sezoně 1984–1985, jinak nastupoval za Sherbrooke Canadiens v AHL. V následujícím roce se tedy opět vrací do Färjerstadu, kde odehrál osm sezón. V roce 1993 odchází do rakouského Feldkirchu, za který odehrál pět sezón. V roce 1998 ukončil hráčskou kariéru. V roce 1991 vyhrál anketu o hokejistu roku ve švédské lize (Zlatý puk)